# プルマンローフ
プルマンローフ(Pullman loaf)は、細長い蓋付きのパン型で焼いた白パンのローフである。サンドイッチローフ(Sandwich loaf)とも呼ぶ。フランス語では、パン・ド・ミー(pain de mie)や稀にパン・アングレー(pain anglais)と呼ぶ。
ヨーロッパのパン職人は、外皮を最小化するために、四角い蓋つきのパン型を19世紀初めから使い始めた。鉄道サービスのパイオニアであるジョージ・プルマンは、効率上の理由から、彼の寝台車プルマンカーでのサービスでの食事のためにローフを選んだ。プルマンローフ3つ分は、標準的な丸型のローフ2つ分と同じ空間を占有し、寝台車の小さなキッチンを最大限に利用することができた。